# Émile Vanderburch
Émile-Louis Vander-Burch, bekannt als Émile Vanderburch (* 31. Oktober 1794 in Paris; † 28. März 1862 in Rueil-Malmaison), war ein französischer Literat, Vaudevillist und Dramatiker.

## Biographie
Vanderburchs Familie war von Adel und stammte aus Flandern. Deshalb war die Schreibweise des Familiennamens ursprünglich Vander-Burch.
Sein Vater Édouard war Maler am Hofe Ludwigs XVI. und mit der Tochter des Musikers Jean Bisch verheiratet. Édouard Vanderburch war beim Ausbruch der Französischen Revolution im Louvre angestellt, wo er und seine Frau auch wohnten. Da sie von dort nicht vertrieben wurden, kam es, dass Émile und seine Geschwister Hypolite und Flore dort geboren wurden.
Die Kinder erhielten schon früh Privatunterricht von ihrer Mutter. Unter anderem wurde ihnen auch das Malen und Musizieren beigebracht. Als Émile Vanderburch sechs Jahre alt war, erkrankte sein Vater an einem Herzleiden. Deshalb war seine Mutter gezwungen, den Familienunterhalt zu verdienen. Da sie ein kleines Grammatikbüchlein geschrieben hatte, durfte sie in einer nahegelegenen Schule die Kinder unterrichten, was ihr ein wenig Geld einbrachte. Währenddessen spielte der Vater, der unfähig zu arbeiten war, seinen Kindern auf der Harfe vor. Doch als das Geld knapp wurde, musste diese verkauft werden.
Die Intelligenz Émiles fiel alsbald auf und das bewegte die Eltern, obwohl die Krankheit des Vaters anhielt, Émile eine gute Bildung verschaffen zu wollen. Durch Beziehungen konnten sie Émile am Collegium Justicianum, dem Vorgänger des Collège Stanislas, unterbringen.
Als Vanderburchs Vater starb, musste Émile die Schule verlassen. Da das Logis im Louvre an die Stellung seines Vaters geknüpft war, musste die ganze Familie umziehen. Sie kam in einem Mansardenzimmer an der Rue de la Harpe unter.
Durch ein Stipendium kam Vanderburch ans Lycée d’Orléans, das zu dieser Zeit sehr militaristisch war. Er war ein mittelmäßiger Schüler, aber seine Liebe zur Literatur war schon geweckt. Im Alter von zwölf Jahren begann er Fabeln und Chansons zu schreiben und mit 18 Jahren, im Jahr 1812, verfasste er sein erstes Buch. Gleichzeitig verließ er auch das Lycée, um seine Familie zu unterstützen. Er zog in die Nähe seiner Familie, in die Rue de la Harpe, und bezog dort eine kleine Kammer in der siebten Etage. Dort schrieb er Brelant de Gascon, das 1813 im Théâtre de l’Ambigu-Comique uraufgeführt wurde.
Seine Karriere wurde aber gleich zu Beginn durch die Einberufung zur Armee der Hundert Tage, zu einer Einheit im Département Vendée, wieder unterbrochen. Er war außerordentlich diensteifrig, was auch bemerkt wurde, und so hatte er bereits drei Monate nach Dienstantritt den Rang eines Sergeant-Major. Ein weiteres Vierteljahr später folgte noch die Beförderung zum Capitaine, womit seine Karriere auch endete, da die Armeeeinheit aufgelöst wurde.
Vanderburch war Élie Decazes positiv aufgefallen und so protegierte er ihn, indem er ihn zuerst zum Verwalter seiner Tabaklager in der Vendée machte. Doch dort blieb er nicht lange, denn er wurde beauftragt, in Bourges und in Nevers den dortigen staatlichen Schulbetrieb zu organisieren. Trotz fehlender Vorkenntnisse gelang ihm dies überzeugend. Sein Auftraggeber Decazes war äußerst zufrieden und Vanderburch wurde mit einem bedeutenden finanziellen Bonus belohnt.
Anschließend kehrte Vanderburch zu seiner Familie nach Paris zurück. Dort, 23-jährig, lernte er Mademoiselle Gervais kennen, die er noch im Jahr 1817 heiratete. Nach der Hochzeit war den Neuvermählten von dem Bonus, den Vanderburch erhalten hatte, nicht viel geblieben. Da er aber keine Lust hatte, nach Bourges zurückzukehren, verdingte er sich als Nachhilfelehrer für Französisch und Geschichte. Das konnte ihn aber nicht ausfüllen und er schrieb sein erstes Vaudeville, La jeunesse de Maria Stuard, das auch am Théâtre du Gymnase Marie Bell zur Aufführung kam.
In der Folge war Vanderburch sehr erfolgreich und seine Bühnenstücke wurden an allen Theatern von Paris aufgeführt. Er war eine viel beachtete Persönlichkeit und er erfreute sich auch der Freundschaft von Persönlichkeiten wie Pierre-Jean de Béranger oder Victor Hugo. So konnte es nicht ausbleiben, dass er von Louis-Philippe I. zum Ritter der Ehrenlegion ernannt wurde.
Vanderburch reiste oft und gerne nach Orléans, wo er seine Jugend verbracht hatte. Dort traf er sich mit seinen alten Schulkameraden. Diese Reisen inspirierten ihn dann zu vielen seiner Stücke.
1861 fing Vanderburch an zu kränkeln und er fand sich nach und nach damit ab, dass er wohl nicht mehr nach Orléans fahren würde, sondern in Paris bleiben musste. Er war immer ein guter Erzähler gewesen und so hatte er auch viel Besuch, der ihn seine Schmerzen etwas vergessen ließ. Er litt zunehmend unter Wassersucht und ab Dezember fiel ihm das Atmen immer schwerer. Am 28. März 1862, gegen neun Uhr vormittags, fand ihn seine zweite Frau tot auf, in seinem Sessel sitzend, wo er Zeitung gelesen hatte.
Vanderburch war familiär sehr mit Virginie Déjazet befreundet, der er auch finanziell schon geholfen hatte. Nach seinem Tod schrieb sie einen Beileidsbrief an seine Tochter, Emma, aus dem auch hervorging, dass es noch einen Sohn Charles gab.

## Trivia
Obwohl das Geld knapp war, ließ Émile Vanderburchs Mutter ihn dennoch, im Alter von sechs Jahren, taufen. Die Zeremonie, die in der Kirche Saint-Eustache stattfand, war bescheiden. Am Ende der Taufe stieg der kleine Émile auf einen Stuhl und rezitierte die Fabel Das Lamm und der Wolf und damit nicht genug noch einen Ausschnitt aus Sophokles’ Tragödie Oedipe.
Im Alter von 9 Jahren bewarb sich Vanderburch um einen Platz an einer neuen weiterführenden Schule. Er war aber körperlich stark zurückgeblieben und sehr schmächtig. Jean-Antoine Chaptal, der in der Bewerbungskommission saß, rief erstaunt aus, warum sich denn ein sechsjähriger Knabe bewerbe. Da sprach Vanderburch: Pardon meine Herren, ich werde kommenden 30. Oktober Zehn. Daraufhin wurde ihm unter Beifall des Kollegiums, ein außerordentliches Stipendium, am Lycée d'Orléans, gewährt.

## Sonstiges
Das Stück Le gamin de Paris wurde zwischen 1916 und 1932 drei Mal verfilmt.

## Bühnenstücke (Auszug)
- Brelant de Gascon, Théâtre de l’Ambigu-Comique, 1813
- La jeunesse de Maria Stuard, Théâtre du Gymnase Marie Bell, 1817
- Henry IV en famille, Vaudeville, Théâtre des Nouveautés, 1828
- L'as de trèfle, Vaudeville, Théâtre des Nouveautés, 1831
- Les charmettes, Vaudeville, Théâtre du Palais-Royal, 1834
- Babochard ou samedi, dimanche ou lundi, Vaudeville, Théâtre du Palais-Royal, 1839
- Clermont ou une femme d'artiste, Vaudeville, Théâtre du Gymnase Marie Bell, 1841
- Les trois gamins, Vaudeville, Théâtre des Variétés, 1853